# Touro de Creta

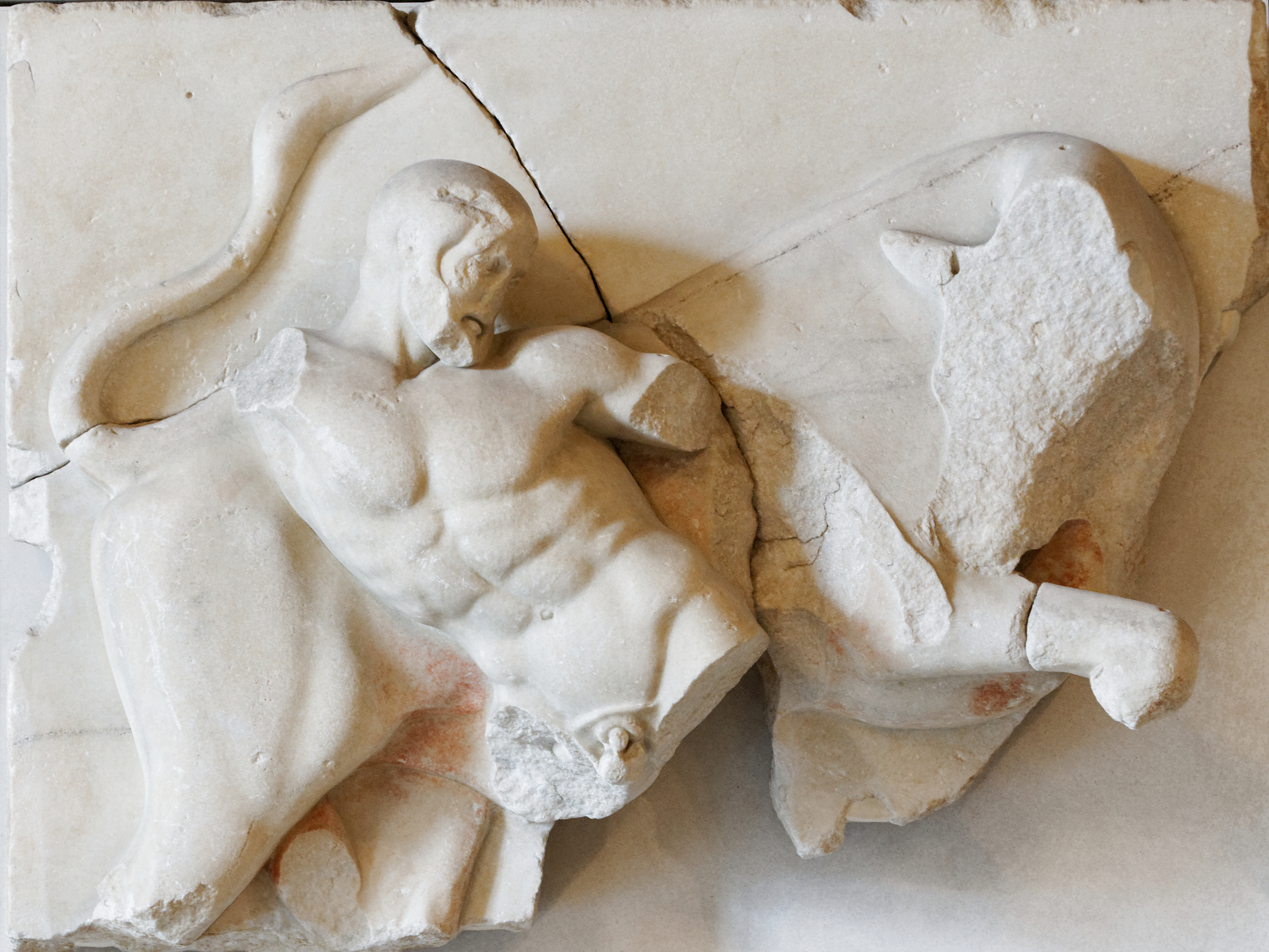
Héracles e o Touro de Creta
Escultura grega, no Museu do Louvre

O Touro de Creta, na mitologia grega,  foi uma fera que viveu na ilha de Creta e que foi capturada por Héracles em um dos seus famosos trabalhos. Outras lendas o associam ao Minotauro e ao rapto de Europa.

## A origem do touro
Conta a lenda que o touro de Creta emergiu do mar Egeu, enviado pelo deus do mar, Posídon, a pedido de Minos, filho do rei Astério. Minos, cuja sucessão ao trono estava sendo contestada, pediu a Posídon que intercedesse a seu favor, fazendo surgir das águas um sinal de sua legitimidade. Posídon impôs a Minos a condição de que o touro deveria ser depois sacrificado em seu nome. Minos, porém, admirado com a beleza do touro  branco, misturou-o com outros da sua manada, e sacrificou um animal de menor valor. Esta desobediência provocou a ira de Posídon, que castigou Minos, tornando o animal incrivelmente furioso. Com isso sua mulher manteve relações com o touro, nascendo, então o Minotauro. O touro passou a aterrorizar a ilha de Creta, atacando a população, forçada a encerrar-se em suas casas.

## Héracles e o touro
O touro só foi derrotado por Héracles, a mando de Euristeu, no que ficou conhecido como o sétimo dos seus trabalhos. O herói desembarcou em Creta, subjugou o touro pelos cornos e o levou para a Argólida, onde o entregou a Euristeu. Esse quis entregá-lo a Hera, mas a deusa, não querendo aceitar um presente vindo de Héracles, pôs a fera novamente em liberdade. Teseu, mais tarde, acabou capturando-o nas planícies de Maratona.

## O Minotauro

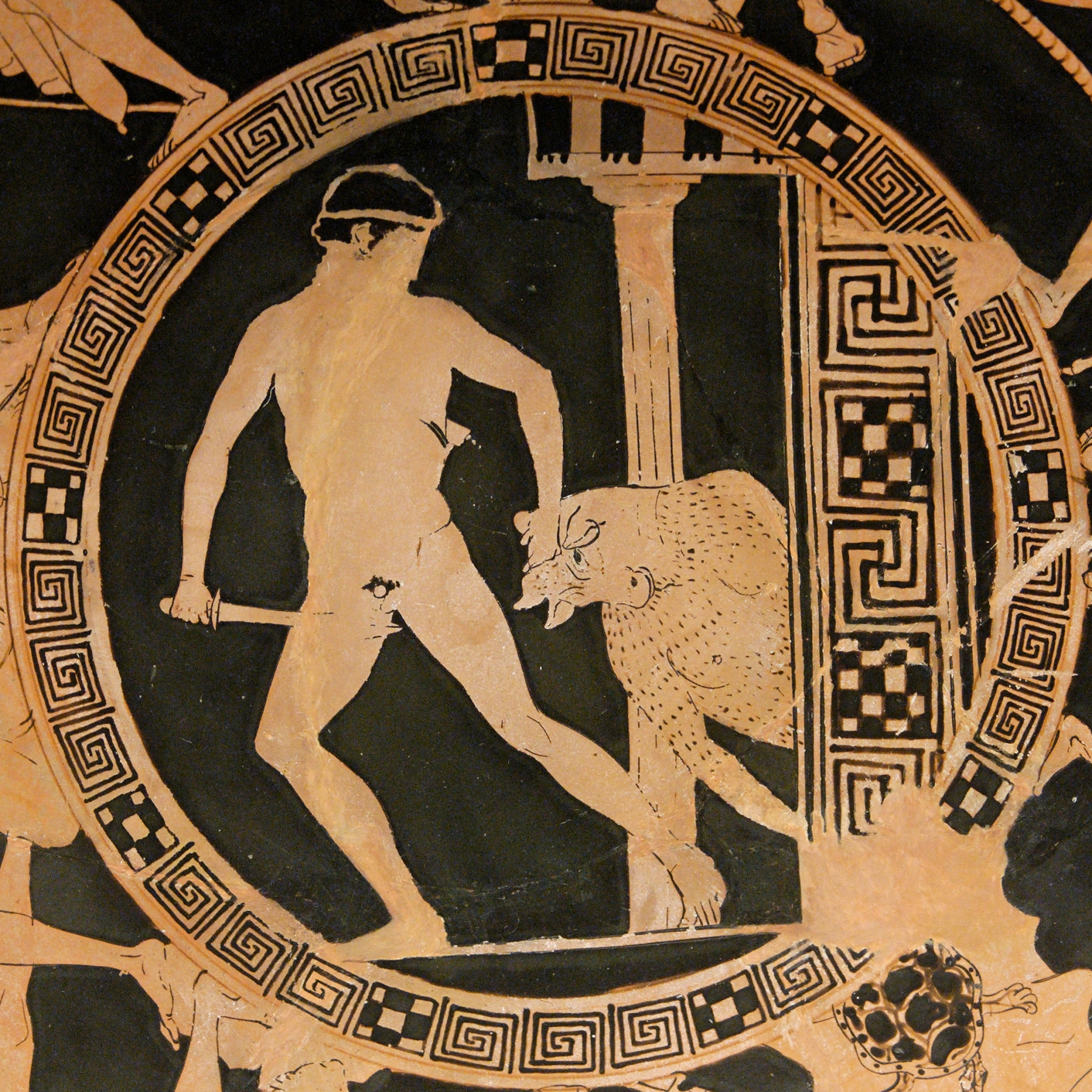
Teseu e o Minotauro
Vaso grego

Segundo outra tradição, parte do castigo de Posídon a Minos foi fazer com que a rainha Pasífae, sua esposa, se apaixonasse pelo touro e fosse tomada por um louco impulso de ser por ele possuída. Este desejo acabou se concretizando através da engenhosidade de Dédalo que construiu uma vaca de madeira, dentro da qual a rainha pôde se entregar ao touro.
A união entre Pasífae e o touro resultou no Minotauro, um ser monstruoso, metade homem, metade touro. Tomado pela vergonha, Minos encerrou o monstro num labirinto que Dédalo construiu junto a seu palácio, em Cnossos.
Ocorreu depois que Androgeu, filho de Minos, foi morto pelos atenienses, que invejavam suas vitórias nos jogos panatenaicos. Para vingar-se, Minos lançou guerra contra Atenas, subjugou-a e ordenou que sete rapazes e sete moças atenienses fossem enviados anualmente para serem devorados pelo Minotauro. Quando o terceiro sacrifício veio, Teseu, príncipe ateniense, voluntariou-se para fazer parte do grupo. Ajudado por Ariadne, filha de Minos, que havia se apaixonado por sua beleza, Teseu entrou no labirinto e matou o Minotauro.
Este mito simboliza historicamente a queda da Civilização Minoica e o fim da supremacia de Creta sobre a Grécia continental.

## O rapto de Europa

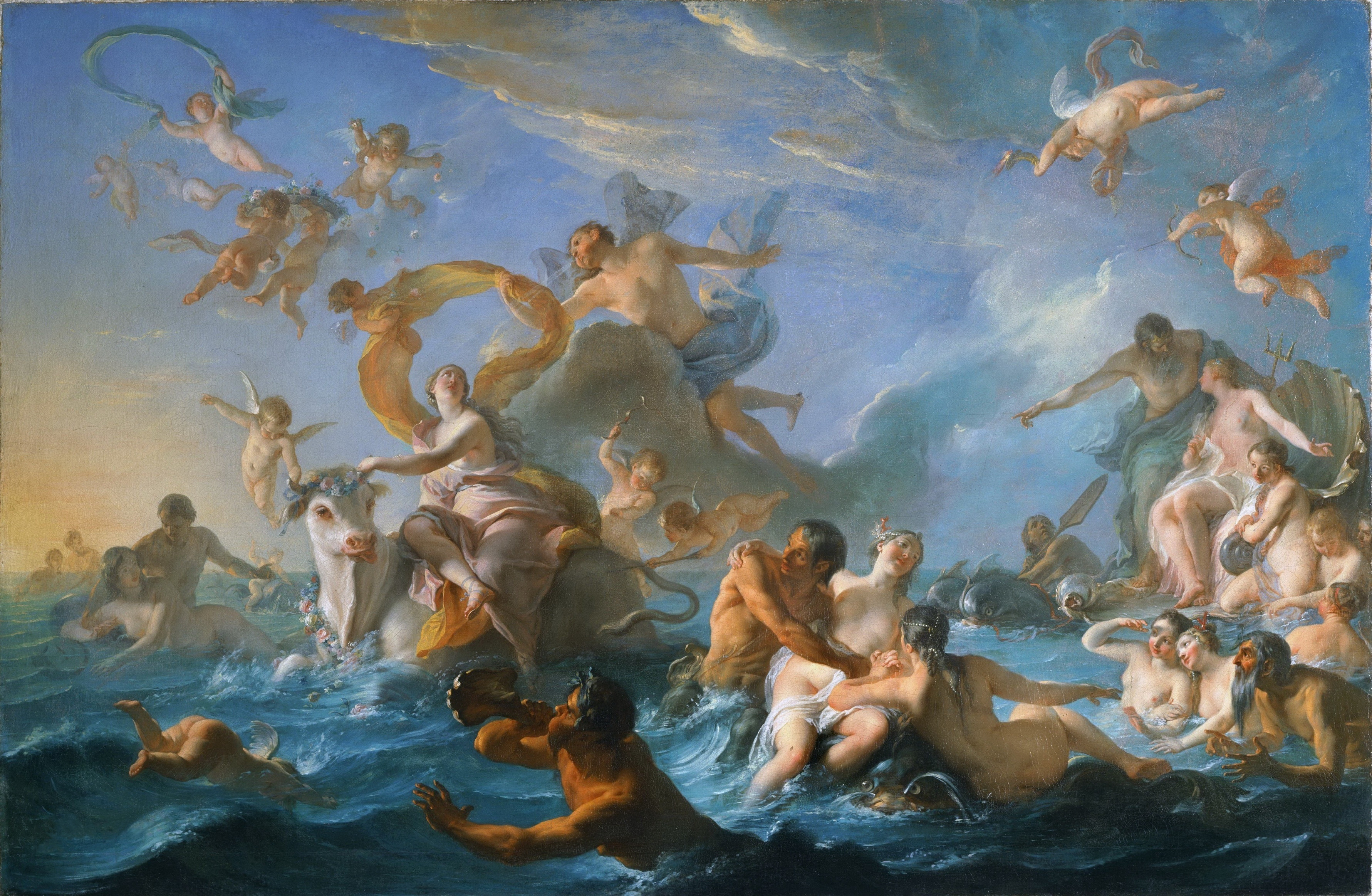
O rapto de Europa
Noël-Nicolas Coypel

Outra tradição associa ainda o touro de Creta a Europa, lindíssima filha de Agenor, rei da Fenícia. A versão mais conhecida da lenda conta que Europa foi raptada por Zeus, que tomou a forma de um belo touro branco e levou-a para Creta, onde ela se casou com Astério. Outra versão, no entanto, rejeita a metamorfose do próprio deus, e afirma que Zeus na verdade enviou o touro de Creta para seduzir a princesa.

## A constelação de Touro

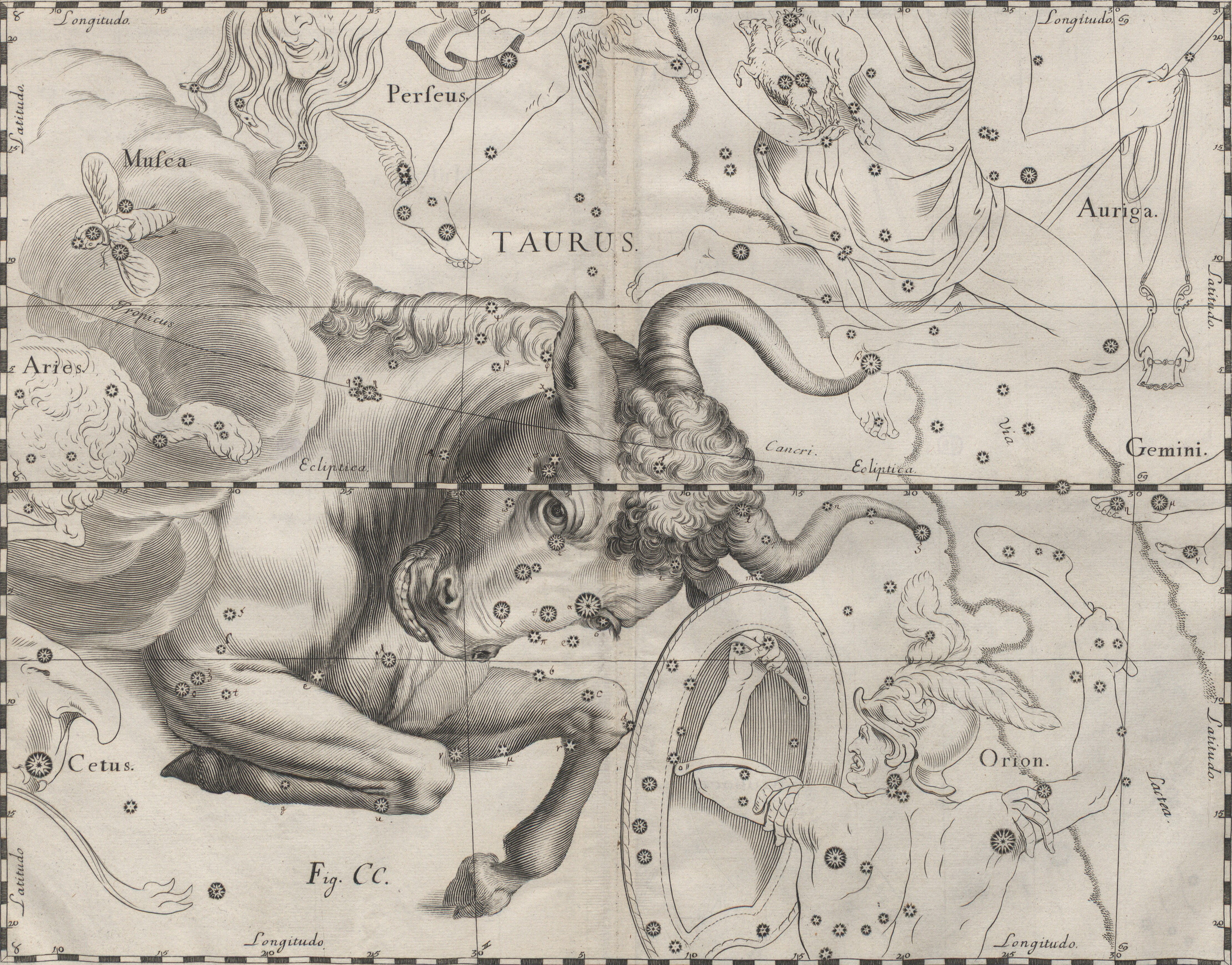
Constelação do Touro
Johannes Hevelius

Na mitologia grega, o touro de Creta é associada à constelação de Touro, formada apenas pela cabeça, ombros e membros anteriores do animal, pois ao raptar Europa e levá-la a Creta pelo mar, sua parte posterior estava submersa pelas ondas.
As estrelas são representadas como um touro em posição de ataque, com os enormes chifres abaixados.